# Les Voisins (pièce)
Pour les articles homonymes, voir Les Voisins (homonymie).
Les Voisins est une pièce de théâtre de Michel Vinaver en trois actes, écrite en 1984 et jouée pour la première fois le 1er octobre 1986 sur la scène du Théâtre Ouvert, dans une mise en scène d'Alain Françon. La pièce a été publiée pour la première la même année dans le deuxième volume du théâtre complet de l'auteur.

## Résumé
La pièce décrit l’évolution de la relation entre deux familles dont les deux habitations sont reliées par une terrasse commune. L’harmonie qui règnent entre les Laheu et les Blason est perturbée par un cambriolage. Les soupçons, ainsi que l’évolution de leur vie professionnelle, opposent les deux pères de famille jusqu’à la dispute qui clôt le deuxième acte. Le conflit s’apaise au dernier acte, les pères et les enfants ayant changé de métier et décidé de collaborer.
Le premier et le dernier actes se déroulent « en temps réel », comme l’annonce la didascalie d’ouverture. Le deuxième acte se démarque en cela qu’il correspond, dans la vie des personnages, à une période d’une année et qu’il est découpé en dix fragments séparés par ce que l’auteur désigne comme des « fondus-enchaînés ».

### Temporalité de la pièce
Le premier et le dernier actes se déroulent en temps réel. Le deuxième acte, quant à lui, s'étale sur une période de un an dans laquelle s'enchaînent dix fragments de journées, entrecoupés par des fondus-enchaînés.

### Personnages
- Blason
- Alice, sa fille
- Laheu
- Ulysse, son fils

### Fondu-enchaînés: Acte II

#### Fondu-enchaîné 1
Autour d’un petit-déjeuner, Blason apprend à Laheu qu’Alice a obtenu son augmentation et à cette dernière, qu’ils vont pourvoir réemménager chez eux. Ulysse, quant à lui, annonce que sa cliente Daphné a été arrêtée pour avoir orchestré une série de cambriolages contre elle-même pour toucher une partie du butin.

#### Fondu-enchaîné 2
Alice a trouvé avec Ulysse une fermette à vendre et souhaite emprunter de l’argent à son patron Jonc pour y installer leur restaurant. En parallèle, une partie de l’or de Blason a été retrouvée chez Daphné.

#### Fondu-enchaîné 3
Les recherches policières continuent au sujet du cambriolage. Un seul lingot d’or a été trouvé chez Daphné et l’identité de son complice reste inconnu. Les quatre voisins étant les seuls à connaître l’emplacement de la cachette de Blason, Ulysse subit les soupçons de la police.

#### Fondu-enchaîné 4
Les méfiance au sein des deux maisons ne cessent de monter en intensité. Laheu accuse Blason d’être le complice de Daphné et Blason accuse Ulysse après qu’un plan dessiné de la terrasse ait été découvert signé de sa main.

#### Fondu-enchaîné 5
Jonc a acheté la fermette pour y construire sa Fondation Jonc et Laheu continue d’affirmer la complicité de Blason à la suite d’une liaison qu’il aurait eu avec Daphné alors qu’il était déjà marié.

#### Fondu-enchaîné 6
Les tensions entre les deux pères touchent à leur paroxysme. Blason soupçonne Laheu de recevoir un certain Delorge chez lui pour user de son influence afin de classer l’affaire ainsi que d’avoir volontairement usé de la naïveté de son fils Ulysse en l’envoyant chez Daphné. Laheu, quant à lui, accuse Blason d’avoir, premièrement, eu une liaison avec Daphné avant son mariage et d’avoir orchestré l’accident dans lequel a péri sa femme et, deuxièmement, d’avoir voulu faire accuser Ulysse afin de racheter la maison des Laheu et ainsi transformer les deux maisons en une grande. La dispute se clôture par un échange d’insultes entre les deux hommes.

#### Fondu-enchaîné 7
Ulysse rapporte à Alice que le différend entre leurs deux pères s’élargit.

#### Fondu-enchaîné 8
Tous rencontrent des difficultés professionnelles. Alice a démissionné de chez Jonc et le chiffre d’affaires d’Ulysse dans l’entreprise Chez Christophe diminue à la suite de la fermeture du magasin de Daphné. Blason informe que, en raison des difficultés financières de Universelle Biscuit où travaille Laheu, une série de licenciements est à prévoir et que, si ce dernier vient à en faire partie, il lui rachètera la maison.

#### Fondu-enchaîné 9
Les tensions privées se mêlent aux professionnelles. Ulysse et Alice perdent tous deux leur emploi et Laheu, comme Blason, mettent en péril le poste de l’autre. Ainsi Blason va voir Jonc, parton de Laheu, pour le mettre en garde des liens qu’il entretient avec Delorge, un concurrent. De son côté, Laheu va voir Macassin, patron de Macassin Frères où travaille Blason, pour lui donner des informations sur les trous dans sa comptabilité, l’affaire du vol de l’or et les circonstances douteuses dans lesquelles la femme de Blason est décédée. Ceci a pour effet de pousser les deux hommes à se battre après que Blason ait renversé la table en accusant Laheu de l’avoir toujours envié, d’avoir mis sa propre femme à la porte et de vouloir qu’Ulysse marie Alice pour la ravir à son père.

## Création
La pièce est créée le 17 octobre 1986, au Jardin d'Hiver (4 bis Cité Véron, au cœur de Montmartre), une salle occupée alors par le Théâtre Ouvert. Le metteur en scène Alain Françon reprendra la pièce en juin 2002 au Théâtre national de la Colline dont il assume alors la direction artistique.

### Distribution à la création
- Blason : Raymond Jourdan
- Laheu : Robert Rimbaud
- Alice : Anouk Grinberg
- Ulysse : Charles Berling

### Équipe technique de la création
- Mise en scène : Alain Françon
- Scénographie : Yánnis Kókkos
- Lumière : Joël Hourbeigt
- Son : Daniel Deshays

## Analyse de l'œuvre
Les Voisins est l’une des pièces les moins commentées de l’auteur, sans doute parce qu’elle relève plus de la « pièce-machine » (dominée par l’intrigue) que de la « pièce-paysage » qui fait la singularité de l’œuvre dramatique de Michel Vinaver. Anne Ubersfeld lui consacre néanmoins plusieurs pages de son Vinaver dramaturge.

### Territoires
Selon Anne Ubersfeld, l’une des thématiques centrales de la pièce est le rapport quasi animal que les personnages entretiennent avec leurs territoires :

« Les tendances les plus sophistiquées de la vie sociale rejoignent par le biais du territoire les tendances immédiates de la vie animale, celles qui protègent le terrain de chasse et de reproduction ou cherchent à l’agrandir. Vinaver rejoint Konrad Lorenz dans l’ « éthologie ». Ainsi la recherche du territoire peut-elle être aussi vitale que sa défense : dans Les Voisins, le jeune couple Alice-Ulysse cherche passionnément le lieu où il pourra établir son restaurant. Dans le même temps, Blason est viscéralement atteint par le viol de son territoire : la terrasse défoncée, les lingots volés ; prêt à mordre, il se révèle ; et il mord en effet. Après quoi le quatuor en arrive à l’humanité, précisément par la perte du territoire. »

### Déchéance sociale et processus d’humanisation
Blason et Laheu sont, au début de la pièce, pris dans des rapports sociaux bourgeois et patriarcaux qui se manifestent notamment par l’obsession de préserver leur standing malgré leurs difficultés professionnelles et financières. L’amour qui lie leurs enfants, Alice et Ulysse, les conduit au contraire à s’humaniser dans la coopération. Alice, selon Anne Ubersfeld, est le personnage central de cette transformation : 

« Alice [est], conservatrice, non pas de l’ancien ordre de papa, mais d’un souvenir de l’enfance, fondateur, la naissance de la chienne Elisa sur la terrasse commune — d’un ordre vital qu’il va falloir reconstruire sur un champ de ruines après disparition de l’univers du confort. Elle assure le lien, la continuité, l’amour, par-dessus l’effondrement des valeurs socio-économiques qui fondaient, pour le quatuor, la nature des choses. Alice, à la fois ange du désordre et de l’ordre, puisque tentant scandaleusement de refabriquer un univers paisible par-dessus la haine, la convoitise, l’esprit de lucre et de possession, la hargne et l’envie, qui sont les sentiments « naturels » du moment. »

Ce double mouvement – déchéance sociale et processus d’humanisation – est caractéristique de nombreuses pièces de Vinaver (comme Les Travaux et les jours), mais il est particulièrement perceptible dans cette pièce courte (respectant l’unité de lieu et la chronologie des situations).

## Mises en scène
- 1986 : Alain Françon, Théâtre ouvert, Paris.
- 1989 : Charles Joris,Théâtre Populaire Romand, La Chaux-de-Fonds.
- 2002 : Alain Françon, Théâtre national de la Colline, Paris.

## Éditions du texte
- Michel Vinaver, Théâtre complet. 2: Dissident, il va sans dire. Nina, c'est autre chose [u.a.], Actes Sud et l'Aire, 1986.
- L'Avant-scène Théâtre, no 797, 1986.
- Michel Vinaver, Les Voisins, Canevas, "Répertoire du Théâtre Populaire Romand", 1989.
- Michel Vinaver, Théâtre complet. 5: L'Ordinaire. Les Voisins, Actes Sud, 2002.